# عبد الرحمن الدولة
عبد الرحمن الدولة، لاعب كرة قدم كويتي سابق في نادي العربي الكويتي ومنتخب الكويت الوطني ، من مواليد 1941.

## عن حياته
ولد اللاعب عبد الرحمن الدولة المطوع القناعي في الكويت عام 1941 في فريج الجناعات ، ويعد من أبرز اللاعبين الذين ارتدوا قميص نادي العربي الكويتي ، وحقق العديد من الإنجازات والبطولات مع نادي العربي الكويتي ، حيث توج بـ11 بطولة ما بين دوري وكأس وهو لاعب، بجانب 6 بطولات دوري وثلاث بكأس الأمير و4 بطولات في كأس ولي العهد عندما كان في مجلس الإدارة، كما أنه قضى بين جدران نادي العربي الكويتي 50 عاما، لاعبًا وإداريا وخبيرًا رياضيًّا في شؤوون كرة القدم والقوانين واللوائح، بجانب توليه منصب أمين سر النادي منذ عام 1983 وحتى 2006 ، بالإضافة إلى وجوده في مجلس الإدارة لمدة عامين ما بين 1974 و1976 ، ويعد أول لاعب يسجل ثلاثية في نهائي كأس الأمير، وكان ذلك في كأس الأمير 1961/1962، وقد أصبح هداف كأس الأمير 1963/1964 برصيد 7 أهداف، وأيضًا في موسم 1966/1967 برصيد 4 أهداف.

## أهدافه
سجل في مشواره 198 هدفا رسميا منها 143 مع النادي العربي الذي قضى فيه كامل مشواره الكروي.
1. فاز بلقب هداف الدوري الكويتي 4 مرات في مواسم : (1962 - 1963) و(1964 - 1965) و(1965 - 1966) و(1966 - 1967) ، وبشكل عام تمكن من تسجيل 105 هدفًا في الدوري الكويتي.
مقسمه كالتالي:
- 1961-1962 :11 هدف.
- 1962-1963 :15 هدف.
- 1963-1964 :15 هدف.
- 1964-1965 :16 هدف.
- 1965-1966 :22 هدف .
- 1966-1967 :12 هدف.
- 1967-1968 :4 اهداف.
- 1968-1969 :لم يسجل أي هدف لأنه لعب مباراتين أو ثلاث وسافر دورة عسكرية ضابط.
- 1969-1970 :4 اهداف.
- 1970-1971 :4 اهداف .
- 1971-1972 :سجل هدفين فقط هدف التعادل بمباراة الكويت والعربي تاريخ 31-10-1971..و الهدف الأول بمباراة العربي وخيطان التي انتهت 2-1 للعربي بتاريخ 15-10-1971.

2. في كأس الأمير :
سجل 27 هدفا.
3. في الدوري المشترك :
سجل 11 هدفا.
مقسمه كالتالي:
- 1969 / 1970 : 8 اهداف.
- 1970 / 1971 : 3 اهداف .

وحمل الكأس في المرتين .
4. مع منتخب الكويت العسكري:
سجل 31 هدفا.
5. مع منتخب الكويت الوطني الأول:
سجل 24 هدفا منها 13 كاملة في كأس العرب جعلته هدافا تاريخيا للبطولة.
ينفرد بصدارة هدافي مواجهات الكويت والأردن تاريخيا برصيد 10 أهداف كاملة منها 3 في أول مباراتين في تاريخ الأزرق .

## مناصبه
- شغل لفترة من الزمن منصب أمين السر في نادي العربي الكويتي في الفترة ما بين (1983 وحتى 2006) .